# Allium sunhangii
Allium sunhangii — вид квіткових рослин з родини амарилісових (Amaryllidaceae). Належить до підроду Allium.

## Біоморфологічна характеристика
Цей вид найбільше схожий на Allium brevidens Vved., від якого він відрізняється більш компактним стилем зростання, залишковою невеликою обгорткою з коротким дзьобом, нерівними листочками оцвітини та сильно витягнутими темно-фіолетовими нитками.

## Поширення й екологія
Ендемік Узбекистану. Відомий з хребта Бабатаг в Сурхандар'їнській області.

## Етимологія
Allium sunhangii названо на честь професора Сунь Ханга, одного з провідних ботаніків Інституту ботаніки Куньміна Академії наук Китаю, який активно просуває кілька проектів у Центральній Азії.